# Diceratherium
Diceratherium é um gênero extinto de rinoceronte.Viveu durante o Mioceno. Ele é pequeno.